# Ranfurly (Alberta)
Pour les articles homonymes, voir Ranfurly.
Ranfurly est un hameau (hamlet) du Comté de Minburn No 27, situé dans la province canadienne d'Alberta.

## Démographie
En tant que localité désignée dans le recensement de 2011, Ranfurly a une population de 69 habitants dans 31 de ses 34 logements, soit une variation de 6.2% par rapport à la population de 2006. Avec une superficie de 0,761 2 km2, le hameau possède une densité de population de 90,646 3 hab/km2 en 2011.
Concernant le recensement de 2006, Ranfurly abritait 65 habitants dans 24 de ses 31 logements. Avec une superficie de 0,761 2 km2, le hameau possédait une densité de population de 85,4 hab/km2 en 2006.